# Одеські вищі жіночі курси
Одеські вищі жіночі курси (ОВЖК) — один із авторитетних жіночих вищих навчальних закладів, де слухачкам надавалася комплексна професійна підготовка в галузі освіти..

## Перші Вищі жіночі курси
В Російській імперії допуск жінок в університети був закритий університетським уставом 1863 року. Однак, держава дозволяла відкрити на громадські та приватні кошти вищі жіночі навчальні заклади. 17 січня 1879 року були відкриті Вищі жіночі курси в Одесі на кошти і під керівництвом професора Новоросійського університету Олександра Семеновича Трачевського. Курси усували недоліки середньої освіти та спеціально готували вчительок для нової середньої школи. Її випускники отримували право викладати в жіночих середніх навчальних закладах. Курси проіснували до кінця 1880 року.
В 1886 році розпорядженням Міністерства народної освіти всі Вищі жіночі курси були закриті.

## Другі курси. Історія появи
Восени 1895 року Товариство природознавців Новоросійського університету започаткувало в Одесі публічні лекції з математики та природознавства. Протягом двох тижнів записалося понад 500 осіб, при цьому вартість лекції з одного предмету складала 3 крб. за семестр.
Попечитель Одеського навчального округу Сольський зрозумів прагнення міської молоді до отримання вищої освіти й запропонував обміркувати можливість спеціального збору з учениць (1−3 крб на рік) у фонд майбутнього інституту. Це викликало незадоволення в освітньому відомстві, і відкриття вищих жіночих курсів було заборонено.
Чисельність слухачів публічних курсів постійно зростала. Так, в Одесі в першому семестрі їх налічувалося 690 осіб, у другому — 723, у третьому — 754. Суттєвий наплив людей спонукав організаторів до перетворення їх із тимчасових у постійно діючи з розширеною навчальною програмою. Курси читали вечорами в актовій залі та аудиторіях Новоросійського університету.
З огляду на зростання кількості жінок, які прагнули поглибити свої знання, професорські корпорації в черговий раз обговорювали проблему створення вищих жіночих навчальних закладів. В 1896 році група професорів та викладачів Новоросійського університету (43 особи) поновила клопотання про організацію вищих жіночих курсів в Одесі. Вагомий мотив: публічні курси — це незначний крок на шляху до вищої жіночої освіти.
Саме Одеса стала одним із міст України, де ініціативній групі вдалося отримати дозвіл на організацію Вищих жіночих курсів. Для успішності чергового клопотання одесити запропонували надати вищому закладу педагогічне спрямування.

## Діяльність ОВЖК

### Становлення та розвиток
1903 р. — початок діяльності жіночих педагогічних курсів.
1906 р., травень — курси були реформовані у вищі курси і навчальний заклад почав діяти у складі двох факультетів: історико-філологічного (зі слов'яно-російським, історичним та романо-германським відділами), фізико-математичного (із математичним та природничим відділами).
1908 р. — відкритий юридичний факультет.
1909 р. — при курсах відкрилася лабораторія експериментальної психології.
1910 р. — запрацював медичний відділ.
1912 р.— курси нараховували 13 кабінетів і лабораторій, відкрилася бібліотека.
1915 р. — на природничому відділенні фізико-математичного факультету відкрито трирічне хіміко-фармацевтичне відділення.
Станом на 1915 рік курси мали три факультети:
1. історико-філологічний із відділеннями: історичним, словесним (слов'яно-російським), західноєвропейської літератури;
2. фізико-математичний з відділеннями: природничим, математичним, хіміко-фармацевтичним.
3. юридичний факультет.

1916 р. — при словесному відділенні історико-філологічного факультету розпочали свою діяльність трирічні педагогічні курси французької мови.
З кожним роком кількість навчально-допоміжних закладів, що функціонували при курсах, збільшувалася.

### Структура управління
Структура управління окреслювалася таким чином: опікунський комітет, рада курсів, декани, збори факультетів, інспекторки та їх помічники.
Компетенція ради курсів — обговорення питань організації та діяльності навчального закладу.
На чолі курсів — директор, який призначався Міністром освіти (на відміну від університетського Статуту, за яким ректор обирався професорською колегією).
Очолював курси відомий учений, педагог та психолог, фундатор першої в Росії лабораторії експериментальної психології Микола Миколайович Ланґе.

### Правила вступу
Правила для слухачів Одеських жіночих педагогічних курсів були затверджені 16 серпня 1904 року, а саме:
- віковий ценз: від 17 до 23 років;
- атестат про закінчення повного 7-ми класного курсу гімназії;
- письмовий дозвіл батьків;
- поліцейське свідоцтво щодо благонадійності;
- заборона участі у діяльності будь-яких таємних гуртків чи товариств;
- кількість осіб юдейського віросповідання не повинна перевищувати 20 % від загальної кількості слухачок;
- плата за навчання становила 150 крб. (вища ніж в університетах).

Усі курсистки поділялися на слухачок та вільнослухачок. Вільнослухачки — особи, що займалися педагогічною діяльністю в навчальних і навчально-виховних закладах, але мали право навчатися на курсах з особливого дозволу попечителя навчального округу або за клопотанням ради курсів.
Зміст теоретичної підготовки на курсах наближався до університетського. Це було доречним, оскільки викладацький склад курсів формувався здебільшого з професорів університету. Згідно з навчальним планом курсів педагогічну практику планувалося проводити в жіночих гімназіях м. Одеси на останньому році навчання.
По закінченню курсів передбачалось, що жінки допускаються до викладання в державних навчальних закладах із окладом та пенсією відповідно до штатного розкладу (як і чоловіки, що викладають у державних установах).

### Викладацький склад
Як активні поборники вищої жіночої освіти викладачі читали на курсах безкоштовні лекції. Гроші, отримані за читання публічних лекцій за межами установи, перераховували в фонд курсів. Діяльність професорів-однодумців стала прикладом для наслідування.
- Біциллі Петро Михайлович
- Васьковський Євген Володимирович
- Варнеке Борис Васильович
- Вериго Броніслав Фортунатович
- Гордієвський Михайло Іванович
- Загоровський Євген Олександрович
- Кирилов Єлпідіфор Анемподистович
- Крижанівський Дмитро Антонович
- Лазурський Володимир Федорович
- Мандес Михайло Ілліч
- Мулюкін Олександр Сергійович
- Підвисоцький Володимир Валеріанович
- Слешинський Іван Владиславович
- Тимченко Іван Юрійович
- Тіктін Георгій Ісаакович
- Ціммерман Володимир Якимович
- Щепкін Євген Миколайович

## Директори
- Трачевський Олександр Семенович
- Ланге Микола Миколайович
- Штерн Ернест Романович
- Меліков Петро Григорович
- Казанський Олександр Павлович
- Шпаков Олексій Якович

## Відомі випускниці
- Атлас Доротея Генріховна — історик Одеси
- Богомолець-Лазурська Наталя Михайлівна — актриса
- Бориневич-Бабайцева Зоя Антонівна — літературознавець.
- Зейлігер-Рубінштейн Євгенія Йосипівна — педагог, психолог
- Панкратова Ганна Михайлівна — академік АН СРСР.